# 긴귀털고슴도치
긴귀털고슴도치(Hylomys megalotis)는 고슴도치과에 속하는 포유류 속의 일종이다. 라오스에서 발견된다. 고슴도치목의 다른 고슴도치와 비교하여, 귀와 두개골이 특히 크다. 긴귀김누라, 긴귀짐누라로도 불린다.